# 250 (liczba)
250 (dwieście pięćdziesiąt) – liczba naturalna następująca po 249 i poprzedzająca 251.

## W matematyce
- 250 jest podzielna przez kwadrat największej liczby pierwszej, która jest jej dzielnikiem[1]
- 250 jest drugą liczbą, która jest jednocześnie sumą dwóch sześcianów oraz dwóch kwadratów na więcej niż jeden sposób (53 + 53 = 132 + 92 = 152 + 52)
- 250 jest palindromem liczbowym, czyli może być czytana w obu kierunkach, w pozycyjnym systemie liczbowym o bazie 7 (505)
- 250 należy do sześciu trójek pitagorejskich (70, 240, 250), (88, 234, 250), (150, 200, 250), (250, 600, 650), (250, 3120, 3130), (250, 15624, 15626).

## W nauce
- galaktyka NGC 250
- planetoida (250) Bettina
- kometa krótkookresowa 250P/Larson

## W kalendarzu
250. dniem w roku jest 7 września (w latach przestępnych jest to 6 września). Zobacz też co wydarzyło się w roku 250, oraz w roku 250 p.n.e.

## W Biblii
250 mężczyzn, których kiedy zbuntowali się przeciwko Mojżeszowi (Lb 26,10) pochłonęła ziemia.